# Cratere Kay
Kay è un cratere sulla superficie di Mimas.